# Stefan Steinweg
Pour les articles homonymes, voir Steinweg.
Stefan Steinweg (né le 24 février 1969 à Dortmund) est un coureur cycliste sur piste allemand. Il a été champion du monde amateur en 1991 puis champion olympique de la poursuite par équipes aux Jeux de 1992 à Barcelone avec Jens Lehmann, Andreas Walzer et Michael Glöckner. En 2002, il est devenu champion du monde de l'américaine avec Erik Weispfennig.

## Palmarès sur piste

### Jeux olympiques
- Barcelone 1992
  -  Champion olympique de poursuite par équipes (avec Jens Lehmann, Andreas Walzer et Michael Glöckner)

### Championnats du monde
- Stuttgart 1991
  -  Champion du monde de la poursuite par équipes amateurs (avec Jens Lehmann, Andreas Walzer et Michael Glöckner)
- Bordeaux 1998
  -  Médaillé de bronze de l'américaine
- Manchester 2000
  -  Champion du monde de l'américaine (avec Erik Weispfennig)
  -  Médaillé d'argent de la poursuite
- Anvers 2001
  -  Médaillé de bronze de la poursuite
- Copenhague 2002
  -  Médaillé de bronze du scratch

### Championnats du monde juniors
- 1986
  -  Champion du monde de la course aux points juniors

### Coupe du monde
- 1998
  - 1er de la poursuite à Victoria
  - 2e de la poursuite à Cali
  - 3e de l'américaine à Cali
  - 3e de l'américaine à Berlin
- 1999
  - 1er de la poursuite à Cali
  - 3e de l'américaine à Cali
- 2002
  - 3e de la poursuite à Sydney

### Championnats d'Allemagne
- 1989
  -  Champion d'Allemagne de l'américaine amateurs (avec Erik Weispfennig)
- 1992
  -  Champion d'Allemagne de poursuite par équipes amateurs (avec Guido Fulst, Jan Norden et Michael Bock)
- 1993
  -  Champion d'Allemagne de poursuite par équipes (avec Lars Teutenberg, Guido Fulst et Erik Weispfennig)
- 1988
  -  Champion d'Allemagne de l'américaine (avec Erik Weispfennig)
  - 2e de la poursuite
- 1999
  - 2e de la poursuite
  - 3e de l'américaine
  - 3e de la course aux points
- 2000
  - 2e de l'américaine
  - 3e de la course aux points
- 2001
  - 2e de la poursuite
  - 2e de l'américaine
  - 3e de la course aux points
- 2005
  - 3e de la course aux points

## Palmarès sur route
- 2005
  - 3e du Tour de Somerville

### Classements mondiaux
| Année         | 2006 | 2007 |
| ------------- | ---- | ---- |
| UCI Asia Tour | 226e | 120e |